# Thit Jensen (dokumentarfilm)
Thit Jensen er en dansk portrætfilm fra 1951 instrueret af Jens Henriksen efter eget manuskript.

## Handling
Arkivoptagelser, som i 1953 blev anvendt til filmen: Thit Jensen, i anledning af hendes 50 års forfatterjubilæum.
Forfatterinden Thit Jensen interviewes i sit hjem af Karl Bjarnhof. Hun fortæller om den betydning, indtrykkene fra barndommen fik for dannelsen af hendes meninger, navnlig med hensyn til kvindens stilling, og beretter om sin kamp for sine ideer om "frivilligt moderskab". Optagelserne har fundet sted i hjemmet på Toftegårds Plads i København.